# Johnny Hines
 (mars 2020).
Si vous disposez d'ouvrages ou d'articles de référence ou si vous connaissez des sites web de qualité traitant du thème abordé ici, merci de compléter l'article en donnant les références utiles à sa vérifiabilité et en les liant à la section « Notes et références ».
Pour les articles homonymes, voir Hines.
Johnny Hines est un acteur américain né à Golden (Colorado) le 25 juillet 1895 et mort le 24 octobre 1970 à l'âge de 75 ans à Los Angeles (Californie). Il est le frère du réalisateur Charles Hines.
La carrière de Johnny Hines commence en 1914. Il était un comique casse-cou, une sorte de sous-Harold Lloyd en moins doué. Il fut la vedette d'une série de comédies d'action dans les années 1920, quasiment toutes réalisées par son frère Charles, avant de voir sa carrière s'étioler dans les années 1930, le temps de quelques seconds rôles mineurs, ou petits rôles.

## Filmographie partielle
- 1928 : Chinatown Charlie de Charles Hines
- 1933 : The Girl in 419 d'Alexander Hall et George Somnes (en)
- 1938 : Un envoyé très spécial (Too Hot to Handle) de Jack Conway